# 古杜尔
古杜尔（Gudur），是印度安得拉邦Nellore县的一个城镇。总人口69303（2001年）。

## 人口
该地2001年总人口69303人，其中男性34499人，女性34804人；0—6岁人口7340人，其中男3752人，女3588人；识字率69.46%，其中男性为75.97%，女性为63.00%。